# Dick van Dijk (darter)
Dick van Dijk (Den Bosch, 20 mei 1970) is een Nederlandse darter. Zijn bijnaam is The Undertaker.
Van Dijk was de officiële wereldkampioen van de World Darts Federation (WDF). In 2005 won hij deze titel in het Australische Perth. In de finale versloeg hij Per Laursen met 4-1. De WDF World Cup wordt om de twee jaar gehouden. Van Dijk won binnen de BDO ook het Open Wales en Schotland in de koppels, samen met Mario Robbe.
Hij is ook meermaals uitgekomen voor het Nederlands team. Zijn ultieme doel was om deel te nemen aan het prestigieuze World Professional Darts Championship van de BDO (ook wel het "officieuze wereldkampioenschap" genoemd), hij heeft dit echter nooit gehaald in zijn carrière. Tussen 2010 en 2018 was Van Dijk actief binnen de PDC.

## Resultaten op Wereldkampioenschappen

### WDF
- 2005: Winnaar (gewonnen in de finale van Per Laursen met 4-1)